# Cybaeus yoshidai
Cybaeus yoshidai är en spindelart som beskrevs av Yoh Ihara 2004. Cybaeus yoshidai ingår i släktet Cybaeus och familjen vattenspindlar. Inga underarter finns listade i Catalogue of Life.